# Grandidierella grossimana
Grandidierella grossimana is een vlokreeftensoort uit de familie van de Aoridae. De wetenschappelijke naam van de soort is voor het eerst geldig gepubliceerd in 1967 door Ledoyer.